# Limnonectes macrocephalus
Limnonectes macrocephalus là một loài ếch trong họ Ranidae. Chúng là loài đặc hữu của Philippines.
Các môi trường sống tự nhiên của chúng là các khu rừng ẩm ướt đất thấp nhiệt đới hoặc cận nhiệt đới, rừng mây ẩm nhiệt đới và cận nhiệt đới, sông, sông có nước theo mùa, đầm nước ngọt, đầm nước ngọt có nước theo mùa, phá nước ngọt ven biển, đất canh tác, vùng đồng cỏ, và các đồn điền.
Nó ngày càng hiếm gặp do mất môi trường sống.